# بارجال
بارجال (به عربی: بارجال) یک منطقهٔ مسکونی در سومالی است که در شهرستان بارجال واقع شده‌است. بارجال ۵۳٬۲۰۰ نفر جمعیت دارد.